# Sobre el número de primos menores que una magnitud dada
"Ueber die Anzahl der Primzahlen unter einer gegebenen Grösse" (traducción al español: "Sobre el número de primos menores que una magnitud dada") es un artículo fundamental de 9 páginas de Bernhard Riemann publicado en la edición de noviembre de 1859 de la Monatsberichte der Königlich Preußischen Akademie der Wissenschaften zu Berlin.

## Visión general
Este trabajo estudia la función de contar primos utilizando métodos analíticos. Aunque es el único trabajo que publicó Riemann sobre teoría de números, contiene ideas que han influido en miles de investigadores de finales del siglo XIX y hasta nuestros días. El trabajo consiste principalmente en definiciones, argumentos heurísticos, esbozos de pruebas y la aplicación de potentes métodos analíticos; todos ellos se han convertido en conceptos y herramientas esenciales de la teoría analítica de números moderna.
Entre las nuevas definiciones, ideas y notaciones introducidas:
- El uso de la letra griega zeta (ζ) para una función mencionada anteriormente por Euler
- La continuación analítica de esta función zeta ζ(s) a todos los complejos s ≠ 1
- La función entera ξ(s), relacionada con la función zeta a través de la función gamma (o la función Π, en el uso de Riemann).
- La función discreta J(x) definida para x ≥ 0, que se define por J(0) = 0 y J(x) salta en 1/n en cada potencia prima pn. (Riemann llama a esta función f (x).)

Entre las pruebas y esbozos de pruebas:
- Dos pruebas de la ecuación funcional de ζ(s)
- Esquema de demostración de la representación del producto de ξ(s)
- Esquema de demostración de la aproximación del número de raíces de ξ(s) cuyas partes imaginarias se encuentran entre 0 y T.

Entre las conjeturas hechas:
- La hipótesis de Riemann, donde todos los ceros (no triviales) de ζ(s) tienen parte real 1/2. Riemann establece esto en términos de las raíces de la función ξ relacionada,

... es ist sehr wahrscheinlich, dass alle Wurzeln reell sind. Hiervon wäre allerdings ein strenger Beweis zu wünschen; ich habe indess die Aufsuchung desselben nach einigen flüchtigen vergeblichen Versuchen vorläufig bei Seite gelassen, da er für den nächsten Zweck meiner Untersuchung entbehrlich schien.

Es decir,
es muy probable que todas las raíces sean reales. Uno desearía, sin embargo, una prueba estricta de esto; sin embargo, después de algunos intentos vanos y fugaces, he dejado de lado provisionalmente la búsqueda de tal, ya que parece innecesaria para el próximo objetivo de mi investigación.
 (Estaba investigando sobre una versión de la función zeta, modificada para que sus raíces fueran reales en lugar de estar en la línea crítica).
Nuevos métodos y nuevas técnicas utilizadas en la teoría de números:
- Ecuaciones funcionales derivadas de formas automórficas
- Continuación analítica (aunque no en el espíritu de Weierstrass)
- Integración de contornos
- Inversión de Fourier.

Riemann también analizó la relación entre ζ(s) y la distribución de los números primos, utilizando la función J(x) esencialmente como una medida para la integración de Stieltjes. A continuación obtuvo el resultado principal del trabajo, una fórmula para J(x), comparándola con ln(ζ(s)). Posteriormente, Riemann halló una fórmula para la función de contador de primos π(x) (que denomina F(x)). Observa asimismo que su ecuación explica el hecho de que π(x) crezca más lentamente que la integral logarítmica, como habían descubierto Carl Friedrich Gauss y Carl Wolfgang Benjamin Goldschmidt.
El artículo contiene algunas peculiaridades para los lectores modernos, como el uso de Π(s − 1) en lugar de Γ(s), escribiendo tt en lugar de t2, y utilizar los límites de ∞ a ∞ como para indicar una integral de contorno.